# HD 122430
HD 122430 — звезда, которая находится в созвездии Гидра на расстоянии около 440 световых лет от нас. Вокруг звезды обращается, как минимум, одна планета.

## Характеристики
HD 122430 представляет собой оранжевый гигант, она крупнее Солнца приблизительно в 23 раза, а её масса равна 1,39 массы Солнца. Несмотря на то, что звезда превосходит по яркости наше дневное светило, температура её поверхности составляет всего лишь 4300 градусов по Кельвину. Возраст HD 122430 оценивается в 3,11 миллиардов лет.

## Планетная система
В 2003 году группой астрономов было объявлено об открытии планеты-гиганта HD 122430 b в системе. По массе она превосходит Юпитер в 3,71 раза и обращается на расстоянии 1,02 а. е. от родительской звезды. Год на ней длится приблизительно 345 суток.